# Hypephyra xymbasis
Hypephyra xymbasis là một loài bướm đêm trong họ Geometridae.